# Stationnement à Fontainebleau

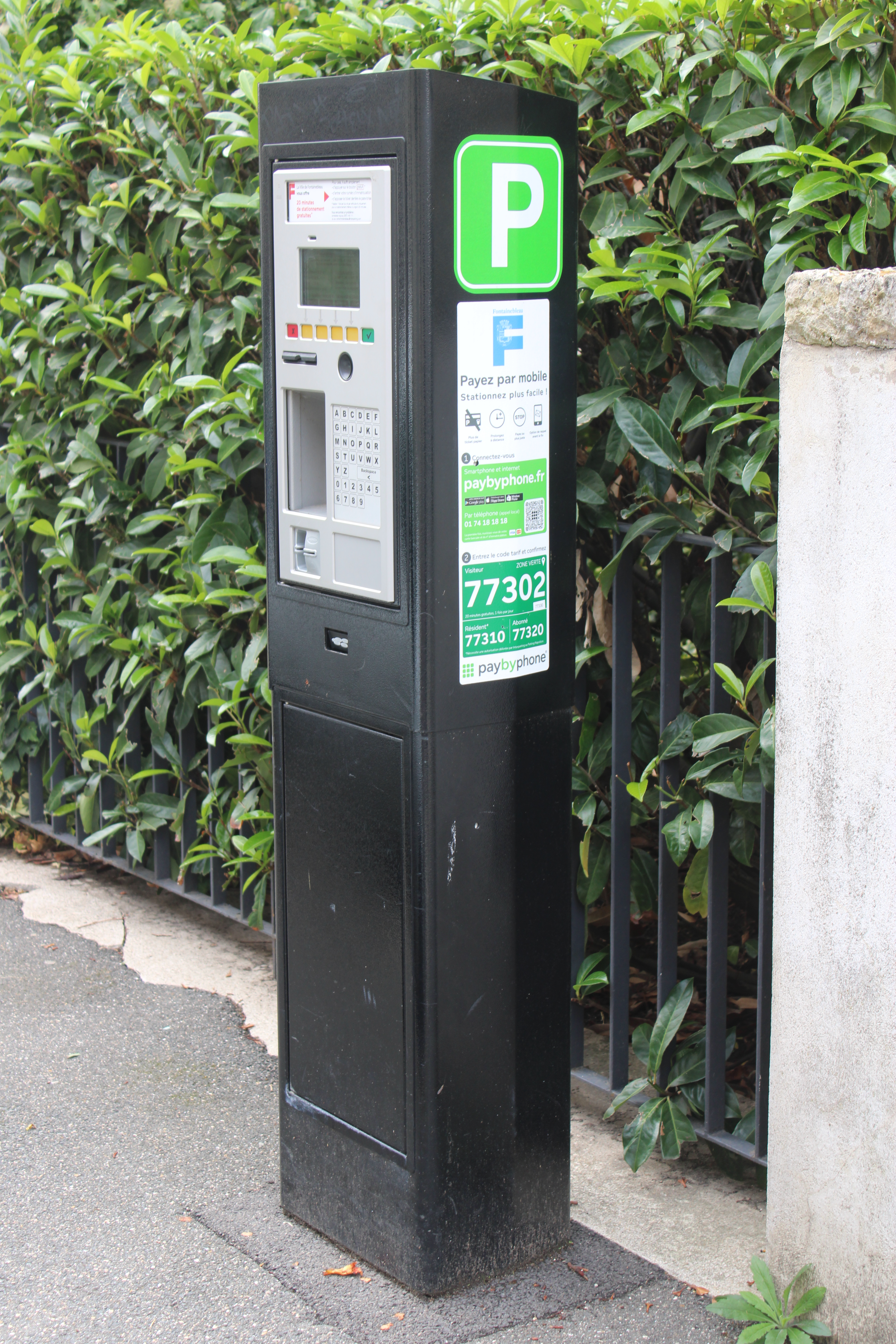
Horodateur dans la rue Béranger, en zone verte, à Fontainebleau. Photographié en octobre 2020.

Le stationnement à Fontainebleau est l’ensemble des infrastructures, politiques publiques et des dispositifs de contrôle relatives au stationnement des véhicules mis en place à Fontainebleau, en France.

## Histoire

### Années 1920
Dans les années 1920, le développement de la circulation automobile modifie le paysage du centre-ville bellifontain, surtout les jours d'été et les vacances, notamment sur la place Solférino (actuellement du Général-de-Gaulle), la rue Denecourt et la rue Grande devant l'hôtel de ville. Comme le note l'hebdomadaire local L'Abeille de Fontainebleau, « les autos depuis le taxi jusqu'aux énormes autocars, stationnent de plus en plus nombreux, la circulation devient de plus en plus difficile ».
En 1925, l’arrêté relatif à la circulation à Fontainebleau précise qu’il est interdit de laisser stationner sur la voie publique tout véhicule attelé ou non attelé, y compris ceux à traction automobile, quelle qu’en soit la nature, ainsi que les bicyclettes, dès lors qu’ils ne répondent pas à un besoin immédiat, sauf en cas d’excuse légale,. L’arrêté encadre aussi le stationnement des voitures particulières en bordure des trottoirs, en le limitant à une durée de demi-heure. Durant ce laps de temps, les véhicules doivent être placés de manière à ne pas être arrêtés à la même hauteur transversale. Si la durée de stationnement excède trente minutes, les voitures doivent être conduites dans des rues ou places précises où elles doivent se ranger toutes dirigées dans le même sens, en bordure du trottoir ; les emplacements autorisés sont limitativement données,. Enfin, l’arrêté précise également que les voitures des touristes venant visiter le Palais doivent stationner place Solférino, dans une disposition telle que leur présence ne gêne pas le départ des autres voitures. Les cars, autobus et autres voitures servant au transport en commun doivent, après avoir fait descendre leurs voyageurs, se rendre en station soit dans la rue de Ferrare, soit sur la place d’Armes. Pour ces mêmes véhicules, une tolérance de stationnement de quinze minutes est admise à l’endroit désigné par le guide ou le chauffeur comme lieu de rendez-vous pour le départ de la ville,.
L'Abeille de Fontainebleau estime que cet arrêté « répond à un véritable besoin ». Si toutes les règles relatives au stationnement paraissent parfaitement conçues pour celui-ci, leur application pourrait néanmoins poser des difficultés aux agents de police. En particulier, l’article 5 interdit à deux véhicules de stationner à la même hauteur transversale. En cas d’infraction, l’agent chargé du contrôle se trouve dans l’impossibilité de déterminer lequel des deux véhicules s’est arrêté en dernier, lequel doit être déplacé et, le cas échéant, lequel doit être verbalisé,.

### Parking Boufflers
Le parking Boufflers est le principal parc de stationnement en surface du centre-ville de Fontainebleau. Son aménagement, ses extensions successives et ses usages ont connu plusieurs évolutions, en lien avec les besoins croissants de stationnement et les transformations du quartier République. Initialement récupéré par la municipalité au début des années 1990, le site est longtemps resté un espace non stabilisé, régulièrement dégradé par des ornières, malgré plusieurs remises en état. En 1998 notamment, dans le cadre du projet d’aménagement de son améngament, un parking de 400 places est prévu. Il fait partie de l’ensemble immobilier « îlot Forum », situé sur une parcelle de 1,5 hectare, porté par l’architecte italien Jean-Pierre Buffi et le promoteur Sodearif (groupe Bouygues).
Ce n'est qu'en 2007, après l’obtention de l’autorisation des Bâtiments de France, que la Ville engage des travaux d’aménagement visant à stabiliser le sol et à créer un véritable parking, avec marquage au sol pour 205 places, dont cinq réservées aux personnes handicapées. Un portique est également installé pour limiter l’accès aux véhicules de plus de 3,5 tonnes. Le chantier, d’un coût de 200 000 euros, se déroule du 2 au 27 avril 2007. En 2012, un nouveau projet d’extension du parking est envisagé. À cette date, le parc compte 220 places, mais la Ville négocie avec le ministère de l’Industrie, propriétaire d’un terrain adjacent, en vue d’une reprise sous forme de location ou de rachat. L’objectif est d’y ajouter 320 places supplémentaires. La gestion du futur ensemble est prévue dans le cadre d’un appel d’offres pour la désignation d’un nouveau délégataire.
L’année suivante, en août 2013, le parking Boufflers (alors porté à 234 places) ferme pour un mois de travaux. Ce chantier accompagne le déménagement du marché, habituellement implanté sous la halle en béton de la place de la République, dont la démolition est programmée. Le parking est agrandi grâce à un terrain de l’École des Mines mis à disposition de la ville par convention avec l’État, portant la capacité prévue à 300 places. Une nouvelle sortie est aménagée rue Saint-Honoré, bien que son ouverture soit conditionnée au déplacement d’un transformateur EDF. En attendant, les automobilistes accèdent au parking par la rue Richelieu, avec l’appui d’agents d’Interparking pour gérer la circulation. Ce réaménagement suscite des inquiétudes parmi les commerçants et les forains, qui redoutent une perte d’attractivité du marché et de fréquentation, notamment pour les personnes âgées, ainsi qu’une incertitude sur un éventuel retour du marché place de la République après les travaux.

### Contentieux avec Vinci
La commune de Fontainebleau est engagée dans un contentieux administratif relatif à la résiliation anticipée, en 2012, du contrat de délégation de service public qui la lie à la Société auxiliaire de parcs de la région parisienne (SAPP), une filiale du groupe Vinci, pour la gestion du stationnement en voirie et dans trois parkings municipaux. Ce contrat, initialement conclu pour une durée de vingt-cinq ans, est rompu dix ans avant son terme, à l’initiative du maire de l’époque, Frédéric Valletoux, à la suite d’un vote du conseil municipal. La ville confie alors cette mission à un nouvel opérateur, Interparking, dans une optique d’extension de l’offre de stationnement, notamment aux abords du château et sous la place de la République,.
En 2018, le tribunal administratif de Melun juge la résiliation illégale, estimant que la durée du contrat, considérée excessive par la commune, ne constitue pas un motif légitime. Il reconnaît néanmoins à la société SAPP le droit de solliciter une indemnisation pour ses investissements et son manque à gagner, tout en excluant la prise en charge de certains frais généraux. Un expert est désigné pour chiffrer le montant de cette indemnisation : alors que Vinci réclame 7,2 millions d’euros, dont 2,5 millions pour les travaux réalisés et 3,1 millions pour la perte de résultat, le rapport d’expertise propose un montant maximum de 2,2 millions d’euros, limité au manque à gagner.

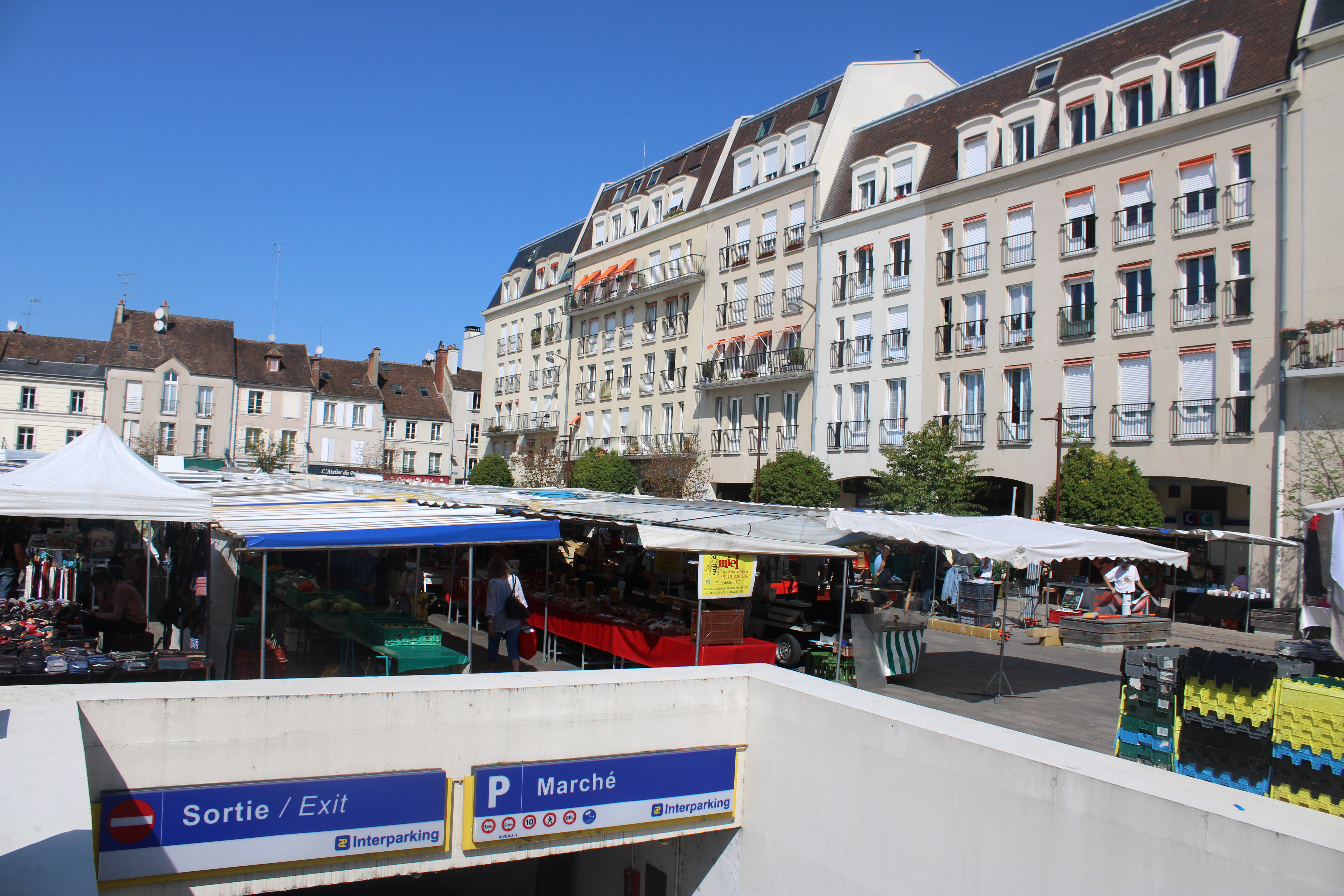
Entrée du parking République depuis la rue Grande, un jour de marché, avec le logotype d'Interparking. Photographié en septembre 2020.

En prévision d’une éventuelle condamnation, la municipalité inscrit une provision budgétaire de 1,5 million d’euros, notamment à l’initiative de l’opposition municipale qui affirme avoir alerté sur ce risque durant plusieurs années. Le maire Frédéric Valletoux, pour sa part, défend le choix opéré en 2012, affirmant que, même en cas de condamnation, la ville reste globalement gagnante. Il souligne que, d’ici 2028, Interparking verse 5,5 millions d’euros de redevances à la commune et réalise pour 10 millions d’euros de travaux dans les parkings municipaux, contrairement à la société Vinci, qui n’aurait, selon lui, apporté aucun financement équivalent. La décision définitive du tribunal administratif est attendue dans les prochaines semaines.
En août 2020, le tribunal administratif de Melun fixe le montant définitif de l’indemnisation à verser par la commune à la société SAPP, désormais filiale du groupe Indigo, à 4,7 millions d’euros, en réparation de la résiliation anticipée du contrat. Ce montant comprend 2,4 millions d’euros au titre du préjudice subi, 2,2 millions d’euros pour le manque à gagner, ainsi que des intérêts et frais de justice, dont 29 000 euros de frais d’expertise. La ville est en revanche déboutée de sa demande visant à exclure ces indemnisations, bien que SAPP ne soit pas indemnisée pour la couverture de ses frais généraux, estimée à 1,5 million d’euros. Frédéric Valletoux annonce que la commune entend faire appel de cette décision, notamment sur le volet du manque à gagner, tout en précisant que 1,5 million d’euros ont déjà été provisionnés, et que le reste de la somme sera partiellement couvert par Interparking, en application contractuelle. Il réaffirme que la ville demeure bénéficiaire de ce changement de délégataire, soulignant les revenus générés et les infrastructures restées dans le patrimoine communal. L’opposition, représentée par Cédric Thoma, conteste cette lecture et critique une gestion initiale « mal maîtrisée » du changement de concessionnaire, qu’il relie à une forte augmentation des tarifs du stationnement, passée selon lui de 1 à 2 euros de l’heure après 2014, à la suite du versement par Interparking d’un droit d’entrée de 2,5 millions d’euros à la commune.
En juillet 2023, la cour administrative d’appel de Paris confirme la condamnation de la commune à verser 4,68 millions d’euros à la société SAPP, répartis entre 2,2 millions d’euros au titre du manque à gagner (somme déjà réglée à la suite du jugement de 2020) et 2,48 millions d’euros correspondant à la valeur nette comptable des investissements non amortis. La municipalité décide alors de saisir le Conseil d’État, estimant que le contrat initial était lésionnaire pour la commune. Cette démarche s’inscrit dans la continuité de la stratégie défendue par la majorité municipale, selon laquelle la résiliation anticipée du contrat a permis de moderniser l’offre de stationnement tout en améliorant les conditions économiques du service public local. Le maire actuel, Julien Gondard, rappelle qu’Interparking a non seulement investi 10 millions d’euros dans les équipements, mais aussi versé 2,48 millions d’euros à la ville en redevances, un montant équivalent à celui de la condamnation pour préjudice.
Le 31 octobre 2024, le Conseil d’État rejette le recours engagé par la commune, rendant ainsi définitive la condamnation à indemniser la SAPP. Julien Gondard réaffirme toutefois que cette opération reste bénéfique pour la collectivité, soulignant que les nouveaux équipements réalisés par Interparking — notamment l’extension du parking République et le réaménagement du parking Château — sont venus enrichir le patrimoine communal tout en générant des recettes pérennes. Il assure que la charge financière de cette procédure n’a pas eu d’impact sur le budget communal, la somme de 2,2 millions ayant été réglée depuis 2020 et la part restante étant déjà couverte par les redevances perçues,. De son côté, l’opposition, menée par Cédric Thoma, dénonce une gestion jugée opaque et politiquement coûteuse, critiquant à la fois le montant de la condamnation et la hausse des tarifs de stationnement depuis le changement de délégataire.

### Projet près du carrefour de la Libération
Dans le cadre d’une réflexion sur l’offre de stationnement à Fontainebleau, plusieurs pistes ont été évoquées en début d’année 2025, notamment la création d’un parking-relais gratuit à proximité du carrefour de la Libération, sur un site municipal utilisé traditionnellement pour la vente de sapins de Noël. Ce terrain se situe dans le périmètre de la forêt de protection, mais la municipalité indique que depuis fin 2023, une procédure de déclassement simplifiée est possible, dans une limite de 100 hectares, sous l’autorité du ministère de l’Agriculture,. Ce projet s’inscrit dans une réflexion plus large, comprenant trois autres propositions : un parking de 400 à 500 places sur un terrain situé au Bréau, un parking de 300 places sur le site Damesme en lien avec un projet universitaire, et l’ajout d’un étage au parking du Château afin d’augmenter sa capacité.
Des élus de l’opposition municipale, dont Daniel Raymond et Cédric Thoma, plaident pour une stratégie de stationnement périphérique accompagnée de navettes pour rejoindre le centre-ville, afin d’offrir une alternative à la verbalisation en voirie. Le maire de Fontainebleau, Julien Gondard, se montre plus réservé sur la faisabilité financière de ces navettes, mais souligne que le projet reste à l’étude, au même titre que d’autres aménagements comme des pistes cyclables. Il précise également que le site envisagé pour le parking-relais se situe à proximité immédiate d’un rond-point déjà urbanisé, qu’il n’est pas prévu de bétonner la surface, et qu’un revêtement adapté, avec un minimum d’infrastructure, serait privilégié.
Ce projet a suscité une vive opposition de la part de plusieurs associations de protection de l’environnement, dont Fontainebleau Patrimoine, la Société de sauvegarde de la forêt de Fontainebleau et de la vallée de la Seine, le Comité de défense, d’action et de sauvegarde (CDAS) d’Avon, ainsi que l’association Sauvez la Forêt de Fontainebleau. Ces collectifs dénoncent un risque de précédent pour d’autres projets d’urbanisation dans le massif forestier, et mettent en garde contre les effets écologiques d’un tel aménagement, notamment l’artificialisation du sol, la création d’îlots de chaleur, la fragilisation des lisières forestières et la perturbation de la biodiversité, en particulier à proximité de la Réserve biologique intégrale du Gros Fouteau.

## Zonage
Le stationnement sur voirie est payant du mardi au samedi, de 9 h à 13 h et de 14 h à 19 h, à l’exception jours fériés. La ville dispose de 1 200 places de stationnement payant, réparties en deux zones distinctes :
- la zone « verte », où le stationnement est limité à deux heures consécutives sur la base d’un paiement horaire, aux plages horaires mentionnées. Au-delà de cette durée, les usagers ont la possibilité de souscrire un forfait de stationnement (demi-journée, journée complète, une semaine ou deux semaines). Cette zone est également accessible aux résidents de Fontainebleau bénéficiant d’un forfait résident.
- la zone « orange », correspondant à l’hypercentre, fonctionne également sur la base d’un paiement horaire avec une durée maximale de deux heures, sans possibilité de forfait ou d’abonnement. Cette mesure vise à favoriser la rotation des véhicules.

Par ailleurs, un dispositif de gratuité permet à tous les automobilistes de bénéficier, une fois par jour et par véhicule, de 20 minutes de stationnement gratuit, valable dans l’ensemble des zones de voirie, qu’elles soient vertes ou orange.
Le zonage du stationnement payant à Fontainebleau connaît plusieurs évolutions au XXIe siècle. En décembre 2023, la municipalité modifie les périmètres : environ 130 places ont ainsi été transférées de la zone orange à la zone verte. Ce reclassement concerne la rue Grande, entre la rue de Neuville et le carrefour des Maréchaux, ainsi que la rue de France, entre la rue Saint-Honoré et la rue Saint-Merry. Une partie de la rue Clément-Matry, récemment équipée de sept nouvelles places autour de la résidence Le Monarque, a également été intégrée à la zone verte. Ces ajustements visent à faciliter la vie des riverains, à adapter les tarifs à la réalité locale et à élargir l'accès au forfait résident.

## Contrôle

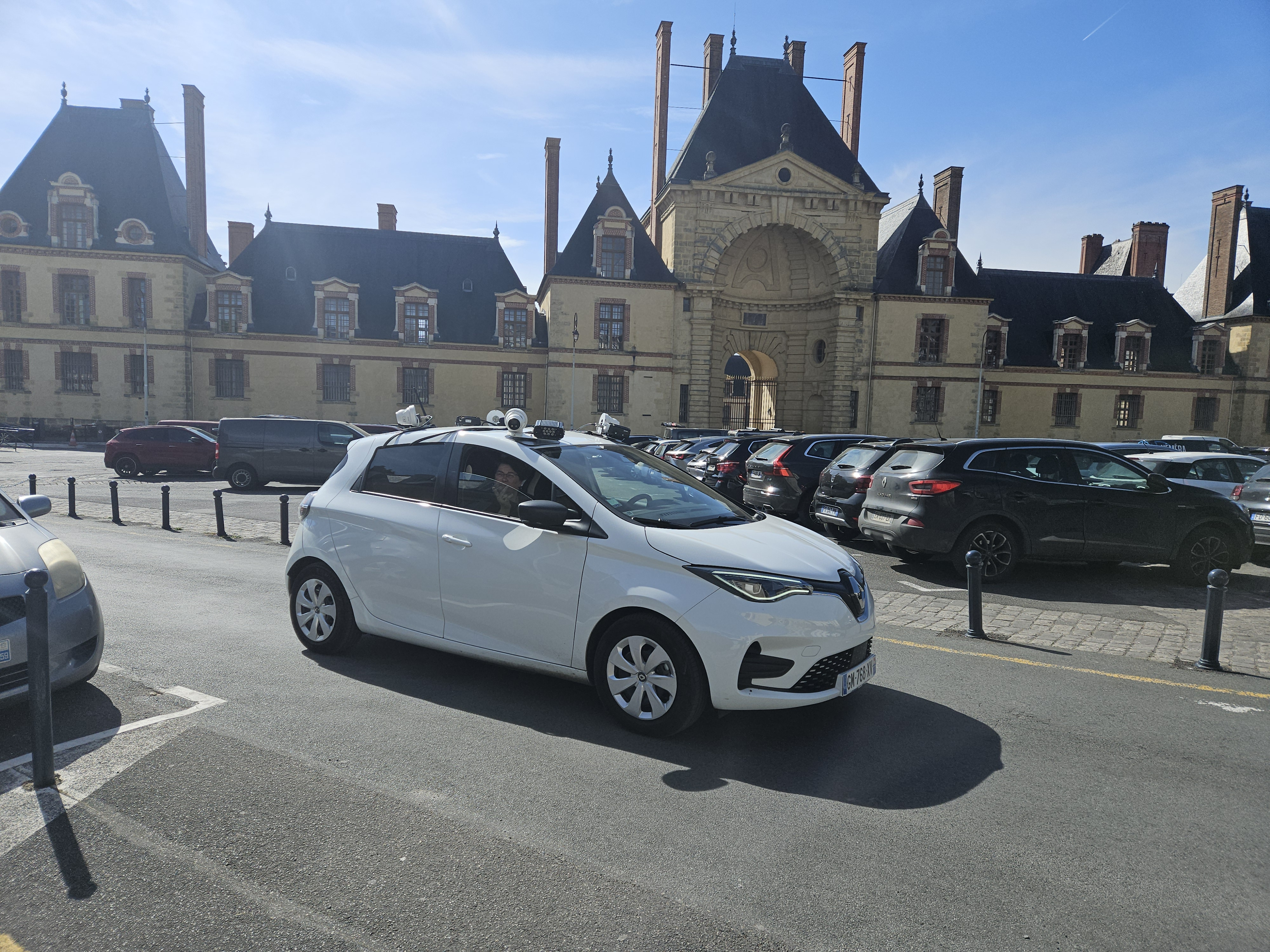
Véhicule LAPI passant devant le parking de la place d'Armes, un samedi. Photographié en avril 2025.

En octobre 2023, la Ville de Fontainebleau introduit un dispositif de contrôle automatisé du stationnement payant sur voirie à l’aide d’un véhicule électrique équipé du système de lecture automatisée des plaques d’immatriculation (LAPI), populairement surnommée « sulfateuse à PV »,,. Ce véhicule, une Renault Zoé dotée de huit caméras, est déployé par l’opérateur Interparking, délégataire de service public en charge du stationnement. Les caméras installées à chaque angle permettent la lecture des plaques minéralogiques, tandis que d’autres capturent des vues générales et des gros plans du véhicule, servant notamment de preuve en cas de contestation.
Le système est conçu pour vérifier le paiement du stationnement et le respect de la durée autorisée, en croisant les plaques avec la base de données des paiements effectués, soit aux horodateurs soit via l’application mobile,. Ce dispositif vise à dissuader le stationnement abusif et à améliorer la rotation des véhicules dans les zones commerciales et touristiques de la ville. Les infractions sont soumises à une vérification humaine avant toute verbalisation. Le système n’est pas conçu pour gérer les cas de stationnement gênant, comme ceux observés avenue des Cascades, qui relèvent toujours de la compétence de la police municipale. En parallèle de ce contrôle automatisé, des agents de surveillance de la voie publique (ASVP) sont également mobilisés, avec de nouveaux recrutements annoncés pour compléter le dispositif. Les contrôles à pied sont maintenus en complément du passage de la voiture. Un délai de grâce de cinq minutes est appliqué entre le passage du véhicule LAPI et le paiement, afin de tenir compte des situations où un automobiliste se rend à l’horodateur au moment du contrôle. De même, aucune verbalisation n’est émise si une personne est visible au volant ou si un véhicule est en situation de déchargement avec les feux de détresse activés. Les automobilistes peuvent déposer une réclamation en cas de litige auprès de l’accueil Interparking situé au parking du Marché, dont les horaires ont été étendus. Le taux moyen de paiement du stationnement en voirie s’établit à 66 %, contre 20 % auparavant, selon les données communiquées en conseil municipal. Selon la municipalité, ces mesures visent à contrôler les abus, sans chercher à accroître les recettes, bien que le dispositif ait suscité des critiques de l’opposition municipale, : le dispositif a été adopté par la majorité municipale, sans le soutien des groupes d’opposition qui ont voté contre.
Au début de l’année 2024, plusieurs Bellifontains signalent cependant des verbalisations jugées injustifiées, notamment à des emplacements gratuits, pour des véhicules dont le stationnement avait été réglé à l’horodateur, ou encore pour des personnes détentrices d’une CMI malgré l’apposition visible de la carte sur le pare-brise. Un incident technique survenu en mars a affecté deux horodateurs situés rue de France et boulevard Magenta : les paiements enregistrés à ces bornes n’étaient pas transmis au système LAPI, entraînant des amendes annulées par la suite. Sur la période du 1er janvier au 30 avril 2024, 71 108 contrôles sont réalisés par le véhicule, donnant lieu à 17 158 forfaits post-stationnement, dont 1 202 sont annulés,.
Ces difficultés alimentent une contestation persistante du dispositif chez certains usagers, commerçants et représentants associatifs. Plusieurs habitants rapportent avoir été verbalisés à plusieurs reprises malgré un paiement effectif du stationnement, invoquant des dysfonctionnements du système ou des erreurs de reconnaissance. La municipalité précise que, dans la grande majorité des cas, les litiges proviennent d’erreurs de saisie de la plaque d’immatriculation par les automobilistes eux-mêmes, notamment l’ajout du numéro de département sur les horodateurs pour des véhicules immatriculés au nouveau format. Dans un cas médiatisé, un usager ayant reçu quatre contraventions a été remboursé à chaque fois, bien qu’il ait été informé par écrit du motif de l’erreur. Elle réfute toute intention de « matraquage », soulignant que le véhicule n’effectue que deux passages par jour alors qu’il pourrait en réaliser davantage. Plusieurs commerçants, notamment via l’Union des commerçants (Ucaif), dénoncent cependant l’impact du dispositif sur la fréquentation du centre-ville, évoquant une crainte des clients de se faire verbaliser même pour des arrêts de courte durée, aggravée par la suppression d’arrêts minute. Si des journées de gratuité ont été instaurées, la municipalité indique qu’elles ne coïncident pas nécessairement avec une hausse de la fréquentation. Elle maintient que le système LAPI constitue un levier efficace de lutte contre la fraude, tout en reconnaissant que des marges d’amélioration existent, notamment sur la lisibilité du fonctionnement des horodateurs et l’accompagnement des usagers. Elle recommande aux automobilistes d’utiliser l’application PayByPhone pour sécuriser les transactions, notamment en cas de borne défectueuse. Les recettes issues des forfaits post-stationnement doivent contribuer, selon la Ville, au financement de projets de voirie, notamment en faveur de la piétonnisation du centre.
En avril 2025, un commerçant bellifontain lance un sondage auprès de sa clientèle afin de recueillir les avis sur la mise en place du contrôle automatisé par véhicule LAPI. Tous les retours recueillis font état d’un mécontentement important, plusieurs clients exprimant leur intention de ne plus se rendre à Fontainebleau, estimant le dispositif dissuasif. Le commerçant à l’origine de l’enquête demande la mise en place d’un dialogue avec la municipalité et réclame une réforme du dispositif qu’il juge trop rigide, notamment en comparaison avec les parkings gratuits de centres commerciaux. Certains usagers font état d’une crainte constante liée au dépassement du temps autorisé, et soulignent des difficultés d’accès aux outils numériques, en particulier l’application de paiement PayByPhone, jugée peu accessible par une partie de la population âgée. La municipalité conteste que le système soit responsable des difficultés rencontrées par les commerçants, invoquant à la place un ensemble de facteurs tels que la conjoncture économique, l’évolution des pratiques d’achat, le coût des loyers commerciaux et un accès plus restreint au crédit. Elle indique qu’une réunion est en préparation avec les commerçants, bailleurs et établissements bancaires, afin d’aborder les enjeux structurels du commerce local au-delà de la question du stationnement.

## Accessibilité dans le stationnement
En 2019, la ville compte 50 emplacements exclusivement réservés au stationnement des véhicules portant une carte de stationnement pour personnes à mobilité réduite. La municipalité assure, à ce moment, faire « un investissement significatif dans le déploiement de nouvelles places de stationnement pour les personnes à mobilité réduite ». Avec l'arrêté municipal de 2024, ce total passe 72. Le marquage est assuré par le service des Espaces publics de la Ville. Lors du conseil municipal du 25 septembre 2023, Thibault Fline, ajoint au maire de Fontainebleau, « les détenteurs [de la carte mobilité inclusion (CMI)] peuvent faire enregistrer leur plaque au préalable et quoi qu’il en soit, un nouveau bouton dédié aux PMR sera installé sur les horodateurs. En cas d’erreur, des réclamations seront toujours possibles ».